# 天成園

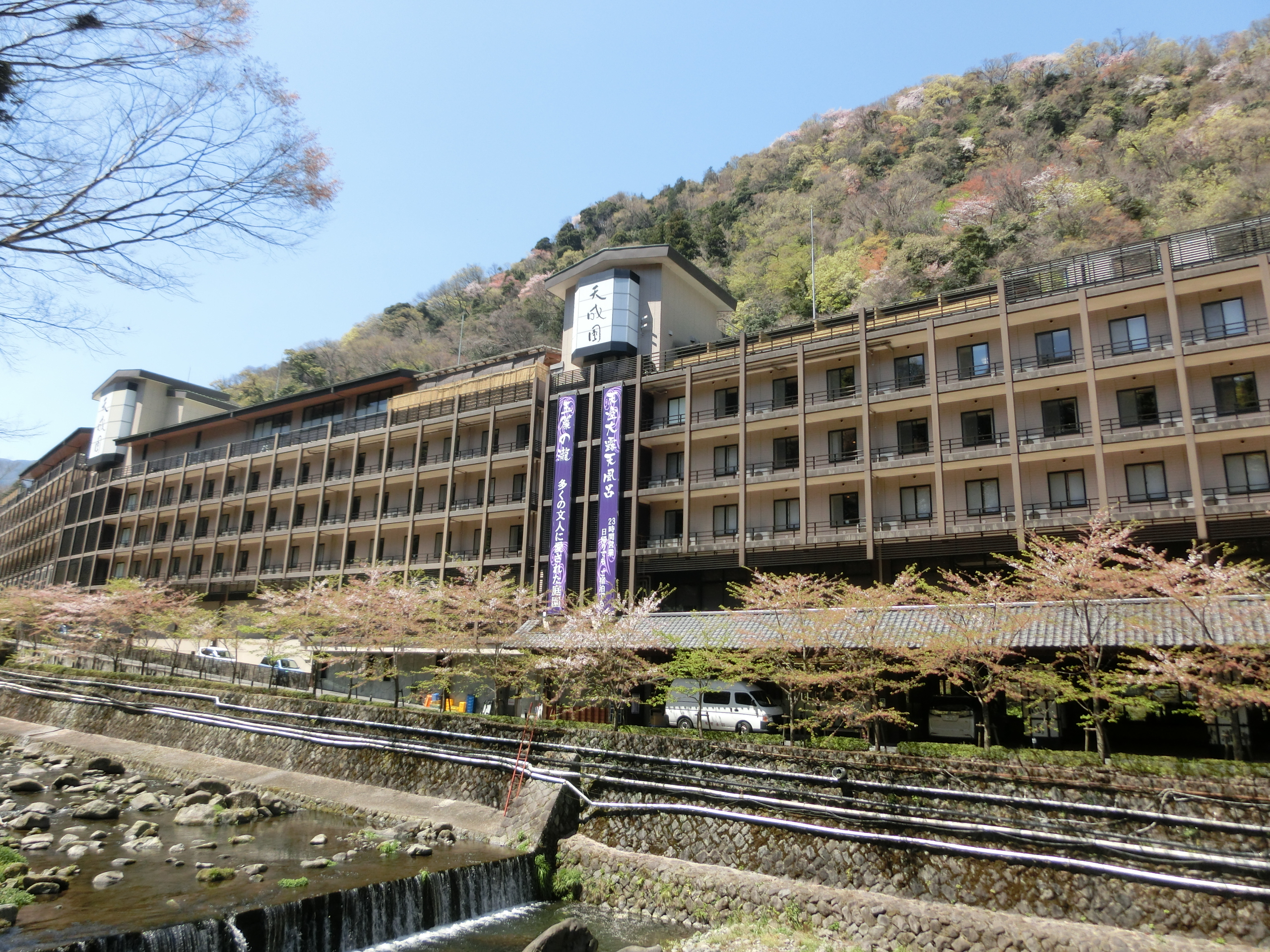
天成園

天成園（てんせいえん）は、神奈川県足柄下郡箱根町湯本の箱根湯本温泉にある温泉ホテル。万葉倶楽部グループに属する。
天成園は、春日局の血を引く稲葉氏（小田原城主の家系）の別荘として建てられた飛烟閣（ひえんかく）を含む敷地一体をホテルとし、開業約60年を迎えた2008年度に建て替え、2009年12月16日にリニューアルオープンした。箱根湯本では初となる23時間営業を行っている。

## 施設
詳細は公式サイトの客室、施設案内を参照
- スタンダード客室 和室・洋室
- 露天風呂付き和室
- 和洋室
- 屋上天空大露天風呂（男女）
- 家族風呂（12）
- コンベンションホール「飛龍」（最大600名）
- リラックスルーム（52席）
- お食事処「瀧見亭」
- 憩い処（288席）
- 小宴会場（7）
- ティーラウンジ/お土産処
- てんせいまぁと（Yショップ/コンビニ）
- 茶屋・たまだれ庵
- わんわんハウス
- 瀧ラウンジ
- Wi-Fi設備（全館Wi-Fi完備）

## 庭園

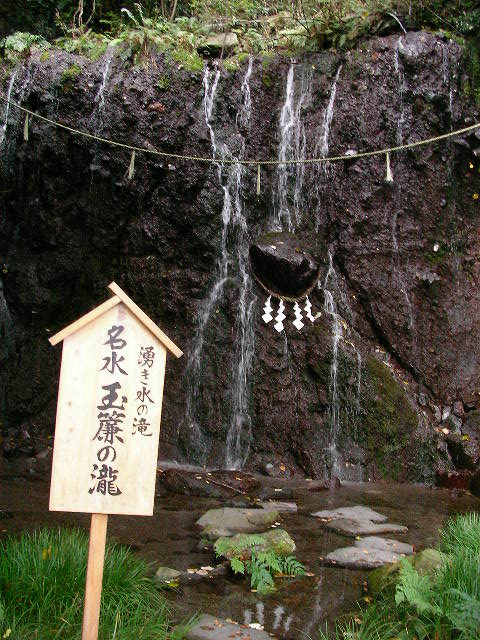
飛烟閣側にある玉簾の瀧

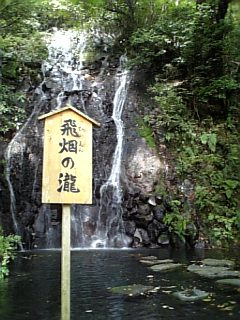
飛烟閣側にある飛烟の瀧

本館の裏手には庭園が整備されている。庭園内には「玉簾の瀧」（たまだれのたき）と「飛烟の瀧」（ひえんのたき）の二つの瀧がある。「玉簾の瀧」は関東大震災時に土砂で埋もれるが、昭和時代に再び掘り起こされた。玉簾の瀧脇にある参道を上がっていくと、九頭竜明神を祀る唯一の分宮として玉簾神社がある。なお、飛烟の瀧は人工の滝である。
庭園内には茶屋「たまだれ庵」や足湯「天の足湯」がある。

## アクセス
詳細は公式サイトのアクセスを参照。
- 電車
  - 箱根登山電車箱根湯本駅下車

箱根湯本駅から徒歩12分
箱根湯本駅から旅館協同組合の送迎バスで約5 - 7分
- 自動車
  - 東京方面から 東名高速道路厚木IC→小田原厚木道路→小田原箱根道路→山崎IC→国道1号
  - 名古屋方面から 東名高速道路を東京方面へ→御殿場IC→国道138号→宮ノ下→国道1号
  - 170台収容の駐車場（立体・平面）あり

## かつてあった施設

### 飛烟閣
天成園本館とは建物を別にする別館として「飛烟閣」があった。この飛烟閣は古くから与謝野晶子など文化人が利用し、将棋・囲碁のタイトル戦の舞台となることも多い。中でも1979年の王将戦（中原誠対加藤一二三）では、玉簾の瀧の音で集中を削がれた加藤が、旅館側に頼んで滝を止めさせたという伝説が残っている。